# Donzy-le-National
Donzy-le-National foi uma comuna francesa na região administrativa de Borgonha-Franco-Condado, no departamento Saône-et-Loire. Estendia-se por uma área de 10,38 km². Em 2010 a comuna tinha 190 habitantes (densidade: 18,3 hab./km²).
Em 1 de janeiro de 2017, passou a formar parte da nova comuna de La Vineuse sur Fregande.